# Technicentre industriel de Vénissieux
Ne doit pas être confondu avec Technicentre de maintenance de Vénissieux.
Le technicentre industriel de Vénissieux est un atelier ferroviaire de la SNCF, situé à Vénissieux près de Lyon, créé en 2019 pour remplacer le Technicentre industriel d'Oullins, vieillissant.
Il est installé sur une ancienne friche industrielle ayant appartenu à Renault Trucks.
On y entretient les moteurs et les convertisseurs de puissance pour toute la France.
Le centre comprend des ateliers, un bureau siège, un bureau ingénierie et un parking.